# Jaderná reakce
Jaderná reakce je radioaktivní přeměna atomových jader vyvolaná působením jiného jádra nebo částice (včetně fotonu). Taková částice je terčíkovým jádrem rozptýlena a předá mu část energie (tzv. nepružný rozptyl), reaguje s ním za vzniku jiné vyletující částice (přímé jaderné reakce s přenosem náboje, přenosem nukleonu apod.) nebo je jím zachycena za vzniku tzv. složeného jádra. Jádro vzniklé z terčíkového jádra je zpravidla v excitovaném stavu; přechod do základního stavu je pak doprovázen vyzářením jiné částice – jev s déležijícím excitovaným či složeným jádrem se označuje jako umělá radioaktivita. Mezi jaderné reakce patří i štěpná jaderná reakce, kdy se jádro atomu štěpí po vniknutí subatomární částice, zpravidla neutronu, na dvě menší jádra (a zpravidla několik neutronů), případně tzv. jaderné tříštění na větší počet nukleonů a vícenukleonových jader (klastrů). Dalším významným druhem je jaderná fúze, kdy se spojují jádra lehčích prvků na těžší jádro (zpravidla s následným vyzářením subatomární částice).
Při jaderné reakci dochází jak ke změně struktury zúčastněných jader, tak ke změně jejich pohybového stavu. Výsledkem jaderné reakce (s výjimkou nepružného rozptylu) je přeměna nuklidu na jiný nuklid (s jiným nukleonovým číslem), ke které nedochází při chemických reakcích.

## Obecné vlastnosti
Pro jaderné reakce platí:
- Zákon zachování elektrického náboje: Z = Zx + Za = Zy + Zb = Z'

(Z, Z' jsou počty elementárních nábojů jádra a částice před reakcí a po ní)
- Zákon zachování počtu nukleonů: A = Ax + Aa = Ay + Ab = A'

(A, A' jsou počty nukleonů před reakcí a po ní)
- Zákon zachování energie

(Celková energie reaktantů včetně kinetické energie atakující částice (střely) je rovna celkové energii produktu včetně tepelného zabarvení reakce. Samovolnost reakce je podmíněna uvolněním energie, a to ve formě tepla.)
- Zákon zachování hybnosti

(Díky němu se dá spočítat minimální kinetická energie střely, aby byla reakce vzhledem k předchozímu zákonu možná.)
- Zákon zachování momentu hybnosti
- U některých reakcí zákon zachování parity
- U některých reakcí zákon zachování izospinu

## Dělení
Jaderné reakce lze dělit podle různých kritérií:
- Podle počtu reagujících částic – mononukleární (samovolná přeměna, rozpad), binukleární, vyšších řádů
- Podle účastníků srážky – fotojaderné reakce, reakce těžkých iontů, reakce indukované protony, aktivace neutrony…
- Podle průběhu – (štěpná jaderná reakce, jaderná syntéza, reakce přenosu nukleonu…)
- Podle energie reakce (exoenergetické, endoenergetické reakce)
- Podle energie nalétávajících částic (nízkoenergetické, vysokoenergetické, relativistické srážky)

### Prostá přeměna
Prostou přeměnou vzniká většinou dusík {\displaystyle {}_{{\phantom {1}}7}^{14}\mathrm {N} }
{\displaystyle {}_{{\phantom {1}}7}^{13}\mathrm {N} +{}_{0}^{1}n\rightarrow {}_{{\phantom {1}}7}^{14}\mathrm {N} }
{\displaystyle {}_{{\phantom {1}}6}^{12}\mathrm {C} +{}_{1}^{2}\mathrm {H} \rightarrow {}_{{\phantom {1}}7}^{14}\mathrm {N} }
{\displaystyle {}_{{\phantom {1}}5}^{11}\mathrm {B} +{}_{2}^{3}\mathrm {He} \rightarrow {}_{{\phantom {1}}7}^{14}\mathrm {N} }

### Štěpná reakce
Štěpení 235U (tepelnými neutrony)
Štěpení uranu 235U probíhá tak, že po průniku pomalého (tepelného) neutronu do jádra se toto složené jádro s velkou pravděpodobností rozpadne na 2 přibližně stejně těžké části, při tom dojde k uvolnění 2 až 3 volných neutronů. Tyto neutrony se mohou postupně termalizovat srážkami s okolními částicemi a ztrácet tak svoji pohybovou energii až mohou vyvolat štěpení dalšího jádra uranu 235U. Jedno z jader vzniklých štěpením uranového jádra je nejčastěji členem skupiny lehkých produktů (Z = 35 (Br) – 45 (Rh)), druhé je členem skupiny těžkých produktů (Z = 51 (Sb) – 62 (Sm)). Štěpnou reakci lze znázornit rovnicí
{\displaystyle {}_{{\phantom {1}}92}^{235}\mathrm {U} +{}_{0}^{1}n\rightarrow {}_{36}^{93}\mathrm {Kr} +{}_{{\phantom {1}}56}^{140}\mathrm {Ba} +3\ {}_{0}^{1}n}
Poprvé bylo štěpení pozorováno roku 1938 něm. chemiky Otto Hahnem a Fritz Strassmannem u izotopu uranu 235.

### Tříštění
Při tříštivých reakcích dochází k rozbití jádra a uvolnění většího počtu neutronů. Na to, aby mohla proběhnout tříštivá jaderná reakce je potřeba dodat na začátku zhruba 500 MeV energie.
{\displaystyle {}_{33}^{75}\mathrm {As} +{}_{1}^{2}\mathrm {H} \rightarrow {}_{24}^{49}\mathrm {Cr} +10\ {}_{1}^{1}p+18\ {}_{0}^{1}n}

### Syntéza (fúze)
{\displaystyle {}_{1}^{2}\mathrm {H} +{}_{1}^{2}\mathrm {H} \rightarrow {}_{2}^{3}\mathrm {He} +{}_{0}^{1}n}
{\displaystyle {}_{1}^{2}\mathrm {H} +{}_{1}^{2}\mathrm {H} \rightarrow {}_{1}^{3}\mathrm {H} +{}_{1}^{1}\mathrm {H} }
{\displaystyle {}_{1}^{2}\mathrm {H} +{}_{1}^{3}\mathrm {H} \rightarrow {}_{2}^{4}\mathrm {He} +{}_{0}^{1}n}

## Využití v praxi
V praxi se využívá štěpné reakce. Vysoké naděje se vkládají do využití jaderné fúze v energetice, ale doposud se nepodařilo nalézt způsob, jak toho prakticky dosáhnout.
Štěpení se podle svého průběhu dělí do 4 druhů:
1. Podkritické – jádro se rozpadne, každý neutron je zachycen (přirozený rozpad).
2. Kritické – jeden neutron není zachycen, štěpí další jádra, v průměru unikne právě jeden neutron (řízená řetězová reakce, viz níže).
3. Nadkritické – 2 neutrony nejsou zachyceny.
4. Superkritické – neřízená řetězová reakce (viz níže).

Podle toho mohou nastat následující situace:
- Neřízená řetězová reakce, tedy že se nechají reagovat všechny vzniklé neutrony, reakce končí výbuchem tzv. atomové bomby. k tomu se používají izotopy 235U, 233U, 239Pu.
- Řízená řetězová reakce, tehdy se nechá reagovat pouze 1 neutron. To je využito v jaderných elektrárnách. První řízenou řetězovou reakci s použitím moderátoru provedl italský fyzik Enrico Fermi 2. prosince 1942 pod stadionem Chicagské univerzity.